# Prekeramisch Neolithicum A
Het Prekeramisch Neolithicum A of PPN A (Engels: Pre-Pottery Neolithic A), ook wel het vroeg-Neolithicum genoemd, was de eerste periode van het Prekeramisch Neolithicum in de Levant. Ze volgde de Natufische cultuur van het Mesolithicum op.
In het PPN A hadden de mensen vaste woonplaatsen. Men begon aan akkerbouw te doen en gebruikte daartoe steeds meer gecultiveerde in plaats van wilde gewassen. Men deed tijdens het PPN A nog nauwelijks aan veeteelt. Dat kwam pas in het erop volgende Prekeramisch Neolithicum B (PPN B). Men bleef nog op wilde dieren jagen, voornamelijk op gazellen, en legde voorraden aan voor slechte tijden. Er werd echter nog geen aardewerk gebruikt.
De fase werd gedefinieerd door Kathleen Kenyon op grond van de vondsten in Jericho in (Palestina).
Het PPN A is grofweg gedateerd tussen 9500 en 8700 v.Chr. in de Vruchtbare Sikkel van de Levant en in het noordelijke deel van Mesopotamië. Waarschijnlijk is de cultuur in Zuidoost-Anatolië ontstaan.

## Landbouw
Vondsten van zaden tonen het gebruik van tarwe, gerst en peulvruchten aan. Deze zaden kunnen zijn verzameld en geplant. Ze kunnen echter ook de nederzettingen zijn binnengebracht omdat men uitwerpselen van dieren als brandstof gebruikte. De zaden zouden in deze uitwerpselen hebben kunnen zitten. Sikkel-bladen en maalstenen wijzen zeker op het gebruik van graan.

## Nederzettingen

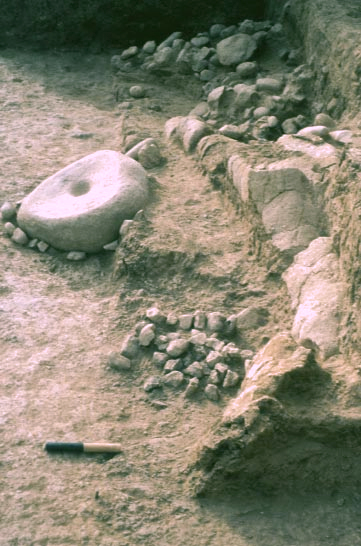
Rond huis met maalsteen in Gesher, Israël

De nederzettingen bestonden uit ronde, half onder de grond liggende huizen met stenen funderingen en gepolijst vloeren van gebrande kalk en klei, gekleurd met rode oker. Soms waren de huizen achthoekig. De bovenbouw was gemaakt zonsteen, ongebakken in de zon gedroogde tegels van leem. De haardsteden waren klein en bedekt met keien. Voor het koken werden hete stenen gebruikt, zodat de huizen vol lagen met door de hitte gebarsten keien. 
De nederzettingen waren veel groter dan die van het voorafgaande Natufien en hebben sporen van gemeenschappelijke structuren, zoals de beroemde toren van Jericho, die samen met de stenen muur rond Jericho rond 8000 v.Chr. is gebouwd.

## Gereedschappen
De lithische industrie was gebaseerd op klingen die van stenen werden afgeslagen. Sikkels en pijlpunten waren al bekend in het late Natufien, bijlen en dissels waren nieuw.

## Samenleving
In deze samenleving was er nog nauwelijks sprake van enige arbeidsdeling of hiërarchie. Er was een vorm van heterarchie waarin iedereen in principe alles zelf deed en even veel te vertellen had. Hooguit was er een ad-hocleider bij de jacht. Als er al sprake was van bestuur, dan was dit bottom-up.

## Kunst en religie
De kunst van deze tijd beperkt zich voornamelijk tot idolen, kleine beeldjes van steen die hoofdzakelijk vrouwen, zelden mannen of dieren voorstellen.

## Belangrijke vindplaatsen
- Göbekli Tepe, Turkije
- Çayönü, Turkije
- Tell Aswad, Syrië
- El Khiam, zie Khiamien
- Mureybet = Jerf el Ahmar, Syrië
- Tell es-Sultan (Jericho), Palestina
- Netiv Hagdud
- Hatoula
- Nahal Oren
- Sheyk Hasan